# Olivia Ainali
Olivia Ainali ist eine finnische Schauspielerin.

## Biografie
Ainali ist die Enkelin des Opernsängers Jorma Hynninen. Ihr Debüt gab sie 2009 in Punainen viiva. Anschließend spielte sie 2012 in Risto Räppääjä ja viileä Venla die Hauptrolle. Danach wurde sie für die Serie Kynsin hampain gecastet. Von 2016 bis 2019 bekam Ainali in der Fernsehserie Bordertown eine Hauptrolle.
2021 trat sie im Film Bordertown: Ein besserer Ort auf. 2022 setzte sie ihre Karriere in Susikoira Roi fort. Außerdem war Ainali 2023 in der Mini-Serie Korvessa kulkevi zu sehen.

## Filmografie
Filme
- 2009: Punainen viiva
- 2012: Risto Räppääjä ja viileä Venla
- 2018: Puluboin ja Ponin leffa
- 2021: Bordertown: Ein besserer Ort (Sorjonen: Muraalimurhat)
- 2022: Susikoira Roi

Serien
- 2016: Kynsin hampain
- 2016–2019: Bordertown (Sorjonen)
- 2023: Korvessa kulkevi